# Pseudotaxus chienii
Pseudotaxus chienii, o Teixo-de-baga-branca, é uma espécie da família Taxaceae, a única espécie do género Pseudotaxus, mas estritamente relacionada com os outros teixos do género Taxus. É endémico do sul da China, ocorrendo no norte de Guangdong, norte de Guangxi, Hunan, sudoeste de Jiangxi e sul de Zhejiang.
Tal como outros teixos, é um pequeno arbusto ou árvore, atingindo 2 a 5 metros de altura com casca avermelhada. As folhas são lanceoladas, planas, com 1 a 2.6 cm de comprimento e 2 a 3 mm de espessura, de cor verde escura na face superior, com duas faixas brancas de estomas na face inferior; estão dispostas em espiral ao longo do ramo, com as bases das folhas torcidas, alinhando-se as folhas em duas filas planas em cada lado do ramo. As conspícuas bandas brancas de estomas, em folhas mais duras e rígidas distinguem prontamente esta espécie dos teixos do género Taxus.
É uma planta dioica, com cones masculinos e femininos em árvores diferentes. Os cones femininos são muito semelhantes aos das espécies de Taxus, mas o arilo é branco quando maduro, e não vermelho; medem 5 a 7 mm de comprimento e largura. Os cones masculinos são globosos, com 3 a 4 mm de diâmetro.
É cultivado no sul da China como planta ornamental.